# Великий Єрмучаш
Великий Єрмуча́ш (рос. Большой Ермучаш, марій. Кугу Ермучаш) — присілок у складі Кілемарського району Марій Ел, Росія. Входить до складу Юксарського сільського поселення.

## Населення
Населення — 102 особи (2010; 125 у 2002).
Національний склад (станом на 2002 рік):
- марі — 95 %